# Tim Don
Tim Don (ur. 14 lutego 1978) – brytyjski triathlonista.
Uczestnik IO z Sydney, Aten i Pekinu.
Mistrz Świata juniorów z 1998. Mistrz Świata w triathlonie z 2006. Mistrz Świata w duathlon z 2002 i w aquatlonie z 2005. Srebrny medalista mistrzostw świata w duathlonie z 2005 i srebrny medalista mistrzostw świata w triathlonowym sprincie z 2010.